# Спет, Зигмунд
Зигмунд Готфрид Спет (нем. Sigmund Gottfried Spaeth; 10 апреля 1885, Филадельфия — 12 ноября 1965, Нью-Йорк) — американский музыкальный журналист и критик немецкого происхождения.

## Биография
Окончил Хаверфордский колледж в Пенсильвании, затем учился в Принстонском университете, там же защитил диссертацию «Представления Мильтона о музыке» (англ. Milton's Knowledge of Music).
Преподавал в школе, сотрудничал как журналист с газетами The New York Times, New York Evening Mail, Boston Evening Transcript, журналом The New Yorker, некоторое время редактировал и издавал собственный Music Journal.
Наибольшую известность приобрёл как радиожурналист, ведущий популярных программ о музыке, — особенно на канале NBC: программы Keys to Happiness (1931) и The Tune Detective (1931—1933) — название второй из них, «Сыщик по мотивам», стало прозвищем Спета, державшего в голове множество классических и популярных мелодий и выступавшего постоянным судебным экспертом в процессах по обвинениям композиторов в плагиате.
Опубликовал книгу «Возможности в музыке» (англ. Opportunities in Music; 1952), пропагандируя идею о том, что для профессиональных занятий музыкой не обязательно требуется выдающаяся одарённость. В сборниках «Read 'Em and Weep» и «Weep Some More, My Lady» собрал образцы американского музыкального фольклора. Среди других книг Спета — «Здравый смысл в музыке» (англ. The common sense of music; 1924),, «Занимательные истории о величайшей мировой музыке» (англ. Stories Behind the World's Greatest Music; 1940), «История популярной музыки в Америке» (англ. A history of popular music in America; 1947) Автор многочисленных комментариев к дискам с классической музыкой.